# Колеч-Мечеть (мечеть)
Коле́ч-Мече́ть, Коле́чь-Мече́ть, Колайджа Месджид (укр. Колеч-Мечеть, крымскотат. Küleç Meçit, Кулеч-Мечит) — мечеть постройки времён Крымского ханства с медресе, азизом Ахмеда-эфенди и дюрбе над ним в одноимённом селе в долине реки Чурюк-Су. Первые письменные упоминания о храмовом комплексе относятся к XVII веку, однако время его возведения, по мнению исследователей, может быть датировано и более ранним периодом, предположительно XV—XVI веками. После установления в Крыму советской власти мечеть была закрыта, а в начале 1950-х годов храмовый комплекс был полностью уничтожен.
Как объект архитектуры исследовался в 1915 году комиссией ТУАК и в середине 1920-х годов экспедицией под руководством архитектора и реставратора Б. Н. Засыпкина.

## История
Первое упоминание о мечети в селе Колечь-Мечеть или Колайджа-Месджид, то есть «мечеть на удобном месте» (ныне юго-восточной окраина села Новопокровка Кировского района Крыма), содержится в трудах османского путешественника Эвлия Челеби, посетившего это татарское селение в 1666—1667 годах:

«Деревня Коледж расположена недалеко от крепости Кефе. Там 200 татарских домов, соборная мечеть с высоким куполом и каменным минаретом, баня и строения, крытые свинцом. Там имеются сады и виноградники, это — благоустроенная деревня. Здесь жил шейх — святой Ахмед-эфенди из Коледжа, предсказатель и великий султан. Теперь у него 40 тысяч мюридов с бритыми усами, он — их предводитель на [духовном] Пути. 40 тысяч мюридов из рода носящих рубище живут в Крыму, это верные влюблённые. На его могиле безграничны благодеяния приходящим и уходящим, богачам и нищим, ночью и днём»

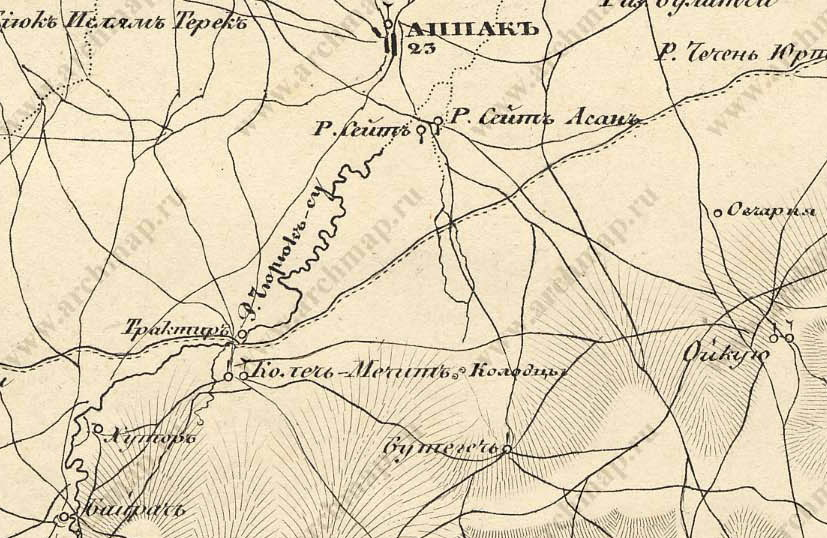
Комплекс Колеч-Мечети (на карте значок с полумесяцем). Он был расположен немного восточнее одноимённой деревни в долине Чурюк-Су. Севернее проходит древняя дорога, соединяющая центральный Крым с Таманскими переправами. Карта Бетева и Оберга. Военно-топографическое депо, 1842 г.

Он упоминает, что поселение и суфийское братство подверглось набегу в правление Мехмеда IV Герая: «множество неверных калмыков с казаками переплыли Азовское море до Арбатского мыса по мели и вошли в Крым, внезапно ударили и разграбили его, захватили огромную добычу и бесчисленных пленников. Калмыцкие неверные ударили по деревне Ахмеда-эфенди Колеч-месджит и по окрестностям крепости Керчь».
Е. В. Бахревский, на основании сведений Э. Челеби об особенностях зикровой практики и описании таких внешних атрибутов последователей Ахмеда-эфенди, как аба (специальный головной убор) и бритые усы, «суфиев, [последователей] святого Ахмеда-эфенди из Колеча, с бритыми усами и четырьмя-пятью волосами в редкой бороде», предполагает, что возможно отнести представителей колечли к одному из ответвлений суфийского тариката Накшбандия.
Духовный центр имел поддержку государства, как сообщает историограф крымских ханов Мухаммед Риза: суфийские монастыри, расположенные в селениях Колеч, Кача, Чуюнчи и Ташелу (Ташлы), он называет «четырьмя столпами государственного трона и блюстителями ока правительственных дел»
Упоминание села как административного центра встречается в Камеральном Описании Крыма… 1784 года, судя по которому в последний период Крымского ханства Колечь входил в Колечский кадылык Кефинского каймаканства. В Российской империи из-за мухаджирства и других факторов мусульманское население, а значит, и число прихожан мечети, постоянно сокращалось.

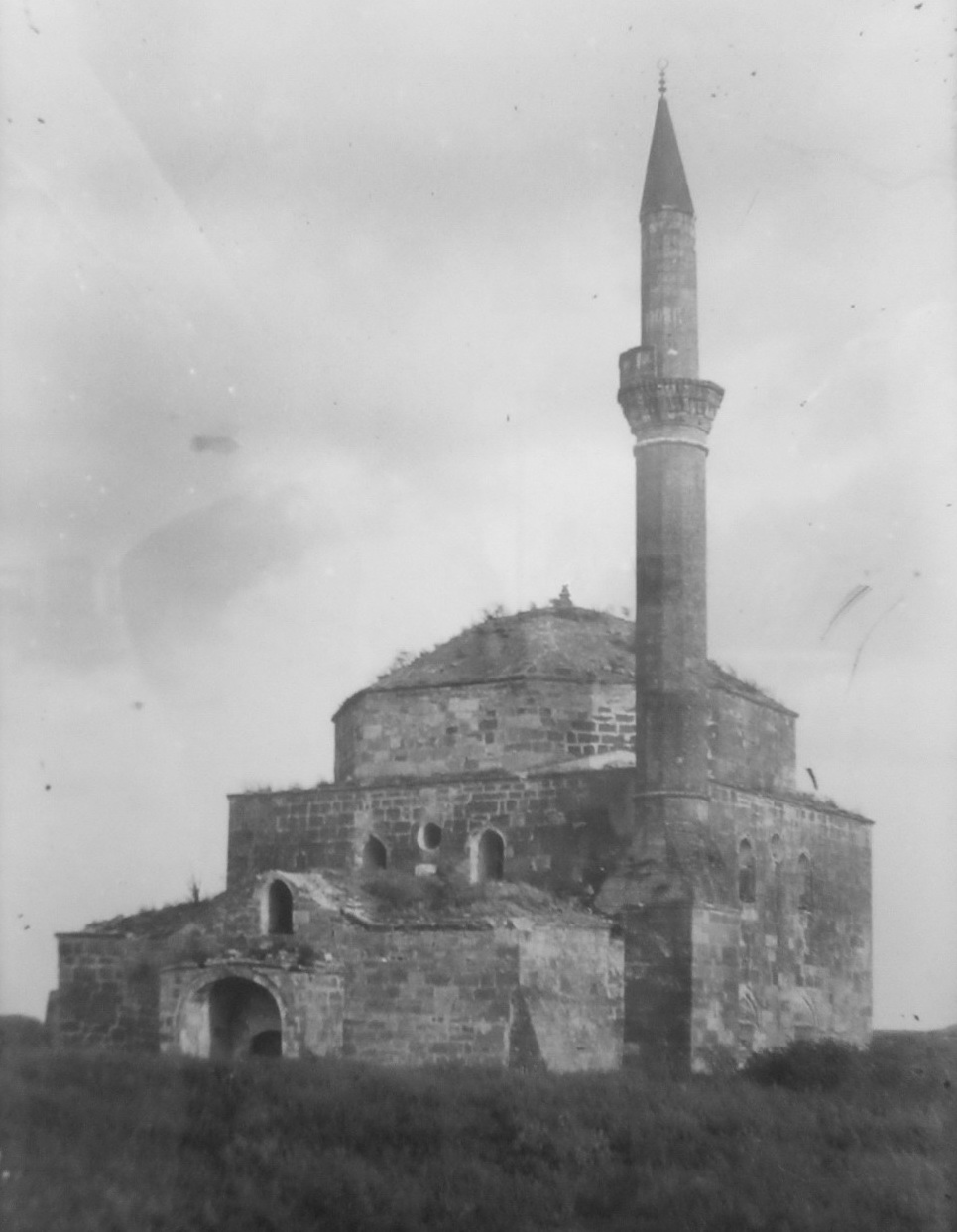
Главный фасад и минарет, вид справа

Таврическая учёная архивная комиссия на заседании 9 (22) декабря 1916 года рассматривала вопрос о исследованиях и реставрации мечети. Докладчик Л. П. Колли делал попытку установления хронологии постройки на основе надписи из Феодосийского музея древностей, однако текст его доклада не напечатан. В докладе В. И. Ларионова, который был опубликован в № 53 «Известий ТУАК», приведено пространное архитектурное описание объекта, его текущее состояние и план реставрации. Сообщается, что первое предложение о реставрации объекта выносилось ещё в 1897 году, при смете в 500 рублей, но реализовано не было. В 1914 году ТУАК уведомлял Императорскую археологическую комиссию о состоянии мечети и начавшихся разрушениях, а в мае 1915 года комиссия ТУАК обследовала объект, выявила разрушения и предложила развёрнутый перечень работ по реставрации. Императорская археологическая комиссия утвердила план, специально оговорив использование аутентичных материалов (например, известковый раствор вместо цемента) и максимальное сохранение оригинальных строительных элементов здания. Разработанная архитектором В. И. Ларионовым смета составила 2561 рубль 61 копейку. Финансирование предполагалось из вакуфного капитала под контролем Министерства внутренних дел. Ремонт мечети был осуществлён в 1917 году по ходатайству ТУАК.
В 1920 году мечеть осмотрели член ТУАК В. Д. Гейман и земский техник А. Н. Галанин, которые нашли её «варварски разгромленной», о чём было сообщено 25 июня того же года на заседании архивной комиссии. Требовалось немедленно замуровать вход и окна камнем. ТУАК постановила сообщить таврическому губернатору о разгроме памятника и «просить распоряжения о скорейшем принятии необходимых мер к сохранению его от скорейшей гибели». 13 декабря на заседании ТУАК было доложено о возбуждении губернатором перед Отделом народного просвещения Гражданского управления ходатайства об отпуске 197 600 рублей на ремонт здания древней мечети в селе Колечь-Мечеть.
Исследования храмового комплекса в советское время были проведены в конце 1920-х годов с подачи историка и этнографа Усеина Боданинского, занимавшего тогда должность директора Ханского дворца-музея в Бахчисарае, который сумел привлечь внимание к исследованию сохранившихся памятников истории и культуры Крымского ханства специалистов из Москвы, в частности искусствоведа-реставратора Б. Н. Засыпкина. Письменные и фотографические материалы исследований последнего, опубликованные в 1927 году, до настоящего времени являются ценным источником научной информации по исчезнувшему памятнику крымско-татарского зодчества. В 1937—1938 годах и У. Боданинский, и Б. Н. Засыпкин были репрессированы, а их научное наследие было практически неизвестно вплоть до распада СССР.

Здание просуществовало вплоть до 1950-х годов, после чего было снесено вместе с остатками строений села Колеч-Мечеть. Исследование, съёмка, а также сохранение его наиболее ценных архитектурных и исторических фрагментов перед сносом не производились.

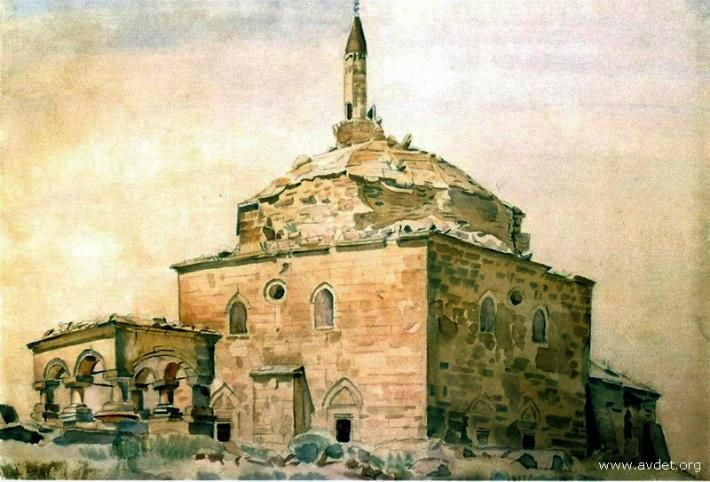
Колеч-Мечеть на акварели представителя киммерийской школы художника К. Ф. Богаевского, 1920-е годы

## Архитектура
Архитектура мечети соответствует образцам ранней архитектуры Крымского ханства. Основное здание квадратное в плане, его венчал восьмигранный барабан со сферическим куполом на парусах, в древности со свинцовой кровлей. Стены были снаружи сложены из крупных блоков качественно отёсанного камня, с забутовкой середины стены, общей толщиной от 0,8 до 1 метра. В основном зале в каждой стене было два яруса окон, верхний с двумя стрельчатыми арками, между которых располагались небольшие круглые слуховые окна, нижний с двумя прямоугольными окнами. Нижние окна закрывались ставнями. Сохранялись к 1915 году аутентичная железная решетка и резной наличник одного из окон. Входной портал имел высоту в половину основного здания, на его углах были выполнены контрфорсы. Слева от входной группы находился 12-гранный минарет на квадратном основании высотой до 25 метров, который венчался коническим куполом. Пол основного зала был облицован гончарными шестигранными плитками, боковые помещения вымощены кирпичом, в средней части входа пол земляной. Из внутреннего убранства был отмечен богато украшенный резной михраб с сельджукскими мотивами. По архитектуре мечеть наиболее близка к мечети Эски-Сарай вблизи села Пионерское, бывшего Джолман, которая датируется XIV—XV веками.

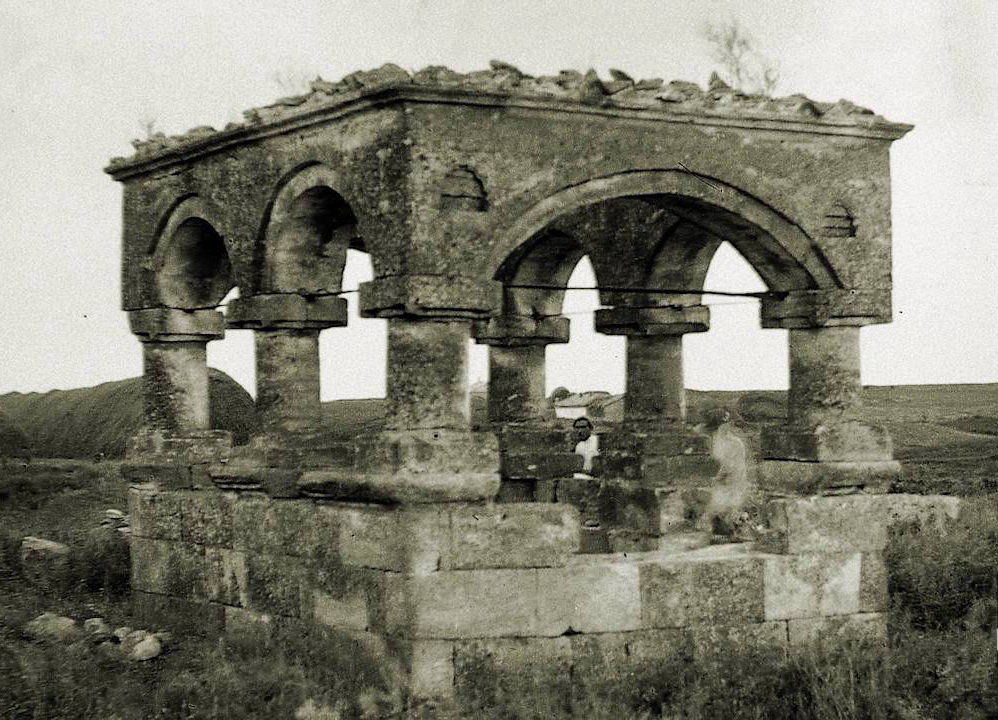
Дюрбе в Колеч-Мечети, приписываемое суфийскому святому Ахмед-эфенди. Ныне утрачено. Фото 1927 года, экспедиция Б. Н. Засыпкина

Б. Н. Засыпкин рассматривал архитектуру мечети в контексте переклички общемусульманских мотивов, между древними формами и поздним классическим наследием школы Синана:

Мечети в селениях Колечь-мечеть и Карагез являются примерами провинциальных отображений и продолжением распространения купольных мечетей османского типа по Крыму, причём в них наряду с теми традициями, кои были применены Ходжи Синаном, употреблялись в декорациях более древние сельджукские элементы и в сочетании проявлялся несколько своеобразный местный оттенок крымской ветви большого и прекрасно цветущего дерева искусства Ислама.

## Дюрбе-ротонда
В 650 метрах к юго-востоку от расположения мечети рядом с курганом № 2134 находилось дюрбе типа ротонда над предполагаемой могилой Ахмеда-эфенди, следы фундамента которого в настоящее время почти не сохранились, предположительно в точке 45°09′13″ с. ш. 35°15′44″ в. д.. При обследовании участка было обнаружено некоторое количество мелких бутовых камней, фрагментов черепицы и поливной керамики. Ныне эта территория занята остатками мусульманского кладбища, частными огородами и пахотным полем.

## В искусстве
Искусствовед Р. Крымская в статье «Мечети юго-востока Крыма на рисунках и литографиях» описала, как в творчестве крымских художников XIX—XX века нашла отражение мусульманская архитектура крымских татар. Описаны мечеть в Карагозе, мечеть хана Узбека с медресе в Старом Крыму, и в том числе две работы удалось обнаружить и для Колечь-Мечети. Первая — это рисунок провинциального феодосийского художника В. О. Руссена, датируемый 1840—1850 годами. В эти годы художник много путешествовал по Крыму, помогая заведующему Феодосийским музеем древностей Е. Ф. де Вильнёву в подготовке к выходу альбома литографий видов и древностей Тавриды. Вторая работа — это акварель представителя киммерийской школы художника К. Ф. Богаевского, датируемая 1920-ми годами. На обоих хорошо видны архитектурные особенности здания, минарет, а также дюрбе-ротонда.

## Комментарии
1. ↑  Частью практики тариката Накшбандия является тихий зикр (хафи) — мысленное поминание имени Бога, в отличие от громкого, произносимого вслух зикра, практикуемого другими братствами[5].
2. ↑  Таврический губернский архитектор[13].
3. ↑  На момент обследования 1915 года на кровле имелись только каменные плиты, что не обеспечивало гидроизоляцию, а к 1927 году появилась растительность, разрушающая кровлю[13][17].
4. ↑  В. И. Ларионов упоминает «замечательные орнаменты и сталактиты»[13].
5. ↑  Эта локализация встречается только у А. В. Гаврилова[2]. На рисунках современников дюрбе находилось в непосредственной близости от мечети, с учётом кибла к югу от здания[20].